# Habano
Pour la ville de Cuba, voir La Havane.

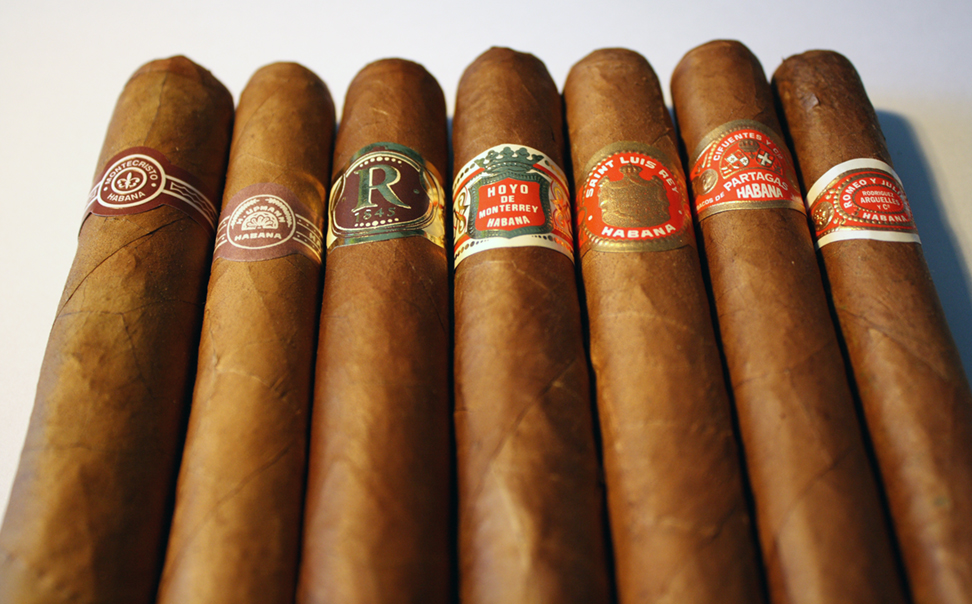
Quelques habanos.

Un habano, havane ou puro, est un cigare manufacturé à Cuba avec du tabac planté, récolté, et transformé dans ce pays. Comme c'est une appellation d'origine protégée, le cigare cubain devrait être appelé un habano, et non un « havane ».

## Introduction
Le habano est considéré par la majorité des amateurs de cigare comme le meilleur au monde. Ils sont particuliers et le terroir cubain produit des cigares d'une grande complexité aromatique. Il est utile de rappeler qu'en règle générale, la force d'un cigare est inversement proportionnelle à son diamètre.

## Histoire
D'après l'historien Raynaldo Gonzales dans El bello Habano, le terme de habano a été employé la première fois en 1799 d'après un document officiel de la Junta de la Factoria de Tabacco. À la suite du monopole royal instauré le 11 avril 1717 par le roi Philippe V d'Espagne, il est surtout consommé par les marins espagnols et portugais jusqu'au début du XIXe siècle. Le roi Ferdinand VII d'Espagne abolit le monopole royal le 23 juin 1817. Cela permet à l'île de Cuba de produire et d'exporter ses cigares, alors que jusque-là, son tabac est soit prisé soit fumé à la pipe. Ainsi, jusqu'au XIXe siècle, pas ou peu de cigares étaient exportés de La Havane. Le habano a ensuite suivi les modes en termes de taille et de forme. Ainsi au début du XXe siècle, le plus fumé était un cigare fuselé, le perfecto.
Au début de l'année 2002, la "Habanos S.A." a refondu son catalogue.
Aujourd'hui, ne peut s'appeler habano, qu'un cigare roulé à Cuba à partir d'un tabac planté, récolté et transformé dans le pays.

## Agriculture duhabano
La culture des feuilles destinées à servir à la confection des habanos est effectuée dans des régions bien précises de Cuba (confère carte ci-contre) et par des fermes jugées aptes à le faire. On les nomme les Vegas Finas de Primera, c'est-à-dire les plantations fines de première qualité.

### Régions productrices de tabac

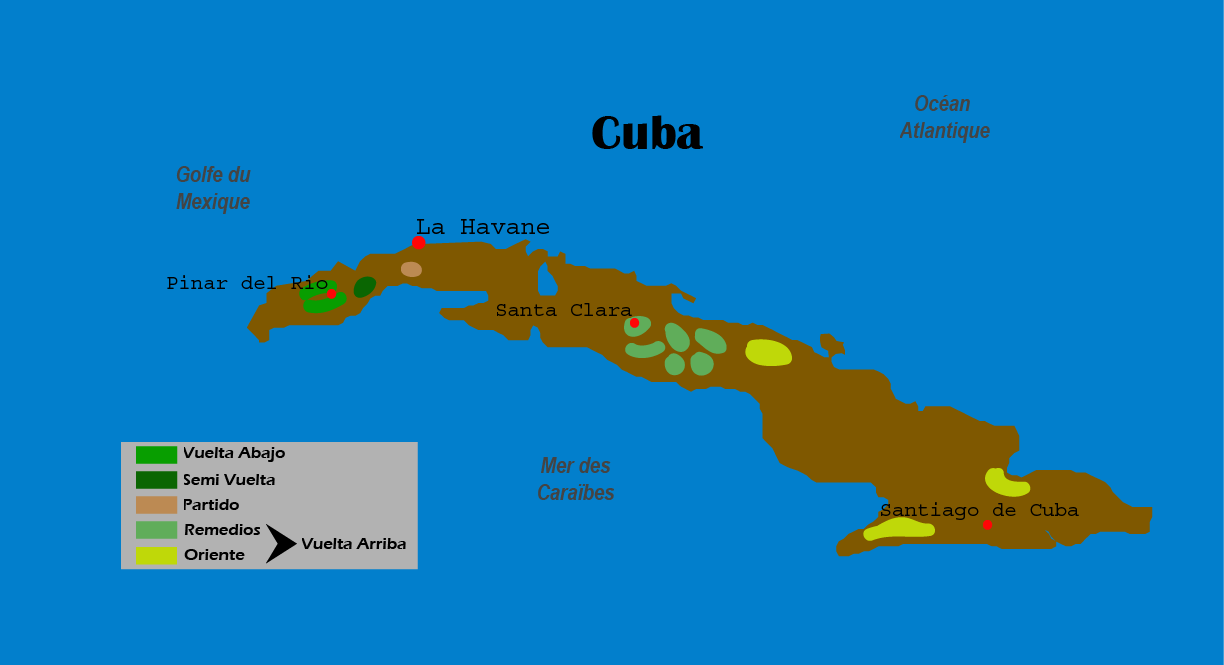
Les régions de culture du tabac.

Il y a quatre régions différentes pour la production du tabac cubain :
- La Vuelta Abajo : La terre la plus prisée de Cuba pour les plantations de tabac, on y retrouve les meilleures feuilles de cape, et c'est la seule région ou l'on cultive toutes les sortes de feuilles de tabac.
- La Semi Vuelta : Zone de production surtout spécialisée dans les feuilles de tripe et de sous-cape, ainsi que la production des graines pour les semis.
- Partido : La production de cette zone est spécialisée dans les feuilles de cape, la culture du tabac dans cette zone date du XVIIe siècle.
- La Vuelta Arriba : 
  - Region de Remedios : C'est la plus grande et la plus ancienne des régions productrices de tabac, les feuilles sont destinées essentiellement aux marques "Guantanamera" et "José L. Piedra".
  - Region Oriente : Les feuilles cultivées dans cette région ne sont pas destinées aux habanos, c'est néanmoins la première région productrice de tabac que Christophe Colomb découvrit[3].

### Calendrier de la culture

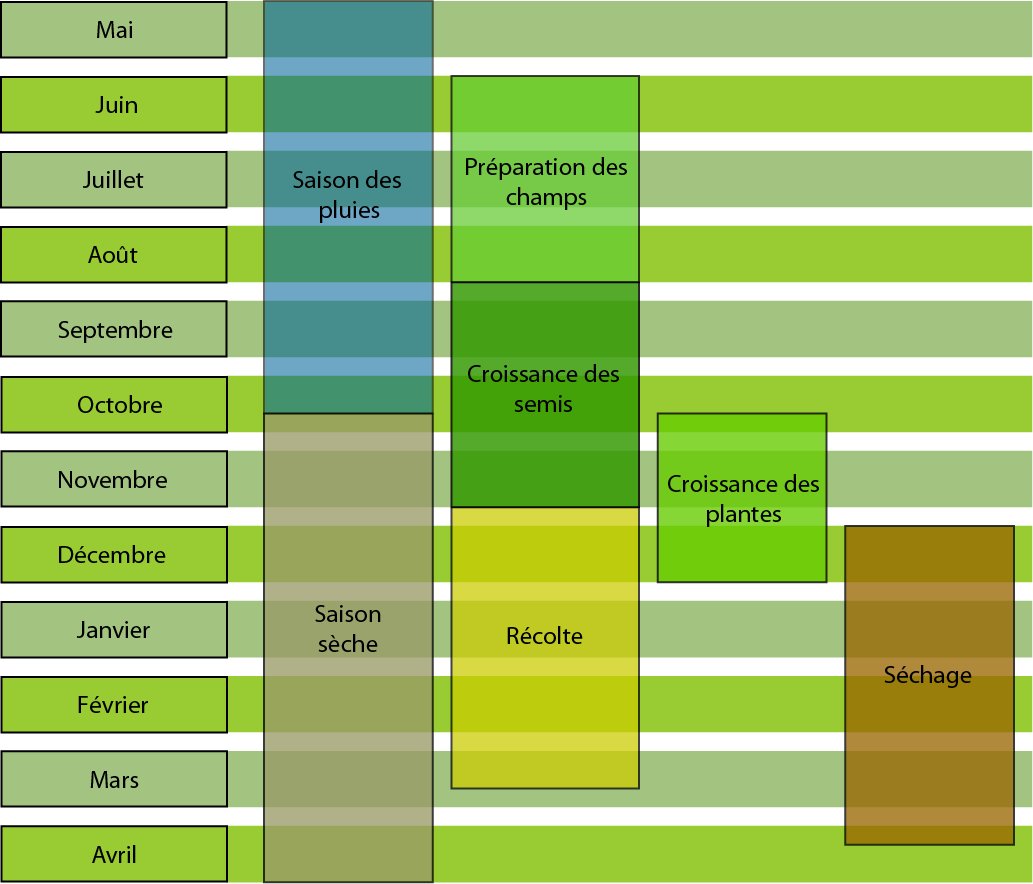
Le calendrier de la culture.

#### Juin à fin août
C'est la préparation des champs, au plus chaud de l'été cubain, quand la terre est gorgée d'eau par la saison des pluies commencée en mai.

#### Septembre à fin novembre
C'est la croissance des semis, on sème en septembre et on repique les plants naissants mi-novembre. C'est aussi à partir de mi-octobre la croissance des plantes qui s'achèvent fin décembre.

#### Décembre à mi-mars
C'est la période des récoltes, qui se fait entièrement à la main, feuille par feuille, ainsi que le séchage jusqu'à mi-avril.

### Méthodes de culture
Il y a deux méthodes différentes de culture en fonction de la destination :

#### Tabactapado
Il s'agit là de la méthode de culture des feuilles qui vont être destinées à la cape du cigare, les plants de tabacs sont cultivés sous des serres de fine mousseline blanche (tapado) qui va protéger les feuilles de la rudesse du soleil cubain. Par cette méthode, la chaleur est retenue sous la mousseline et la lumière filtrée, ce qui permet à la feuille de devenir plus longue et plus fine, afin d'offrir une riche palette de taille pour le torcedor.

#### Tabacde sol
C'est la méthode normale de culture des plants de tabac, ils ne sont pas protégés des rayons du soleil, le soleil joue un rôle dans la maturation des feuilles qui en fonction de leur exposition seront choisies pour donner un goût particulier au habano.

### Récolte
La récolte est un travail qui débute environ quarante jours après le repiquage, c'est un travail fastidieux, car la récolte se fait feuille par feuille à la main et par étapes, un plant de tabac met trente jours à être entièrement récolté.
La récolte se fait en commençant par le bas et en laissant s'écouler quelques jours avant la récolte des feuilles suivantes, ceci leur permet de continuer de poursuivre leur croissance dans des meilleures conditions.

#### Récolte desTabaco de sol
- Première récolte : Ce sont les feuilles tout en bas du plant, les Mañanita qui sont récoltées.

Sept jours plus tard,
- Deuxième récolte : Ce sont les feuilles dites Libre de pie.

Trois jours plus tard,
- Troisième récolte : Ce sont les Uno y medio (les feuilles du milieu de la plante)

Trois jours plus tard,
- Quatrième récolte : Les Centro fino (feuilles médianes plus fines)

Trois jours plus tard,
- Cinquième récolte : Les Centro gordo, qui sont des feuilles fines, mais de taille supérieure.

Trois jours plus tard,
- Sixième récolte : Les feuilles du sommet du plant, les Corona, beaucoup plus exposées au soleil elles sont les plus fortes et les plus sombres.

#### Récolte desTabaco tapado
- Première récolte : Ce sont les feuilles tout en bas du plant, les Mañanita qui sont récoltées.

Sept jours plus tard,
- Deuxième récolte : Ce sont les feuilles dites Libre de pie.

Trois jours plus tard,
- Troisième récolte : Ce sont les Uno y medio qui sont ici beaucoup plus proches du sol que dans les plants de tabaco de sol.

Trois jours plus tard,
- Quatrième récolte : Les Primer centro ligero.

Trois jours plus tard,
- Cinquième récolte : Les Segundo centro ligero, ce sont des feuilles de la même catégorie que les primer centro ligero, elles sont plus mature et plus forte et servent à diversifier la tripe.

Trois jours plus tard,
- Sixième récolte : Ce sont les Primer centro fino qui sont récoltées.

Trois jours plus tard,
- Septième récolte : Vient le tour des Segundo centro fino.

Trois jours plus tard,
- Huitième récolte : Les Centro gordo, qui sont des feuilles fines mais de taille supérieure.

Trois jours plus tard,
- Neuvième et dernière récolte : Les feuilles du sommet du plant, les Corona, beaucoup plus exposées au soleil elles sont les plus sombres, qui donneront les plus belles capes.

### Processus de vieillissement
La dernière étape pour les feuilles de tabac avant d'être transformé en produit fini est le vieillissement, c'est une étape cruciale dans la détermination du rôle de chaque feuille, car, en fonction de leur destination et de leur origine le vieillissement ne se fait pas de la même façon.

#### Cas destabaco tapado
Les feuilles de cape cultivées en tabaco tapado, vont passer par 3 lieux différents :
- Casa de Tabaco : La maison du tabac est une maison en bois au toit de palmes qui n'est jamais fermée, c'est ici que les feuilles sont entreposées par paires sur les cujes (des grandes perches de bois qui supporte 50 paires de feuilles) afin de sécher à l'air libre, mais sans l'agression du soleil. Elles vont y rester 25 jours.
- L'escogida : Le centre de sélection est le lieu des transformations les plus importantes pour la feuille de cape.
  - La fermentation : Pendant 30 jours les feuilles de cape sont empilées et recouvertes d'une toile afin de fermenter naturellement du fait de leur humidité.
  - L'humidification : Les feuilles de cape objet de toutes les attentions sont humidifiées afin de pouvoir être manipulé sans risques de déchirure.
  - La sélection et la classification : Elles sont ensuite sélectionnées et classées dans cinquante catégories. Seules les plus parfaites deviendront l'enrobage final d'un habano, les autres étant reléguées à d'autres usages.
  - L'emballage : Les feuilles de cape ne nécessitant pas de deuxième fermentation, vont être emballé dans des tercios, c'est-à-dire des ballots faits d'écorce de palmier royal, la partie de l'écorce du palmier royal utilisé se nomme la yagua.
- L'almacén : C'est à l'entrepôt que le vieillissement des feuilles de cape s'effectue, c'est le dernier endroit avant la manufacture, elles vont y vieillir six mois au minimum. Pour les éditions limitées, le vieillissement est d'au moins 2 ans.

#### Cas destabaco de sol
Les plants de tabaco de sol sont beaucoup plus diversifiés quant à l'utilisation de leur feuille, en fonction de leur type elles vont subir des temps de fermentation différents et un processus de vieillissement différent.

##### Feuilles du sommet
- La Casa de Tabaco : De la même manière que la feuille de cape, c'est dans la maison du tabac que la feuille va sécher pendant 50 jours (contre 25 pour la feuille de cape).
- L'escogida : Le centre de sélection va mettre en marche le processus de fermentation des feuilles puis va effectuer une première sélection et un premier classement en fonction de trois tailles et de trois classes d'arôme, les tiempos.
- Le Despalillo : Le centre d'écôtage est une nouvelle étape que les feuilles de cape n'ont pas connue :
  - L'humidification : les feuilles sont placées dans des bacs dans lesquels elles sont arrosées par une eau enrichie par infusion de nervure de tabac, elles retrouvent alors leur souplesse et l'humidité qui leur serviront à subir une deuxième fermentation.
  - L'écôtage : Cette opération est faite généralement par des femmes, les despalilladoras, à l'aide d'un ergot en métal que chacune porte au pouce, elles enlèvent la nervure centrale de la feuille de tabac.
  - La sélection : Après l'écôtage, seules les feuilles de bonnes tailles sont conservées et placées entre deux planches qui les maintiennent plates.
  - La deuxième fermentation : Lors de cette opération les feuilles sont entassées sur des grandes piles et la température du centre de la pile est contrôlé, cette deuxième fermentation va durer 90 jours.
  - l'aération : Après cette fermentation les feuilles sont entreposées sur des tréteaux (les parrilleros) afin de s'aérer pendant quelques jours avant d'être emballé dans des ballots cette fois-ci faits en toile de jute, que l'on nomme les paca.
- L'almacén : L'entrepôt est la dernière étape du processus de vieillissement, les feuilles du sommet, les ligeros riche en arômes, vont y séjourner pendant au moins deux ans.

##### Feuilles médianes
Les seules différences avec les feuilles du sommet tiennent dans la durée de la deuxième fermentation, pour ces feuilles (les seco de force moyenne) 60 jours de fermentation suffisent et dans le vieillissement en balles lui est de 12 à 18 mois.

##### Feuilles du pied
Une nouvelle fois les seules différences sont dans les durées, la deuxième fermentation est de 45 jours pour ces feuilles de faible puissance (les volado) et de neuf mois pour leur vieillissement en balles dans l'almacén.

## Confection

### Manufacture
En 1818, juste après l'abolition du monopole royal, il existait plus de 400 manufactures. En 1863, sont recensées 516 ateliers employant 15128 tabaqueros. En 2003, il existe 51 manufactures qui travaillent pour l'exportation de 32 marques, totalisant 248 vitoles et 359 références.

### Différentes formes dehabano
Il existe deux grandes classes de cigares les parejos (droit) et les figurados, dans chacune de ces deux classes il existe d'autres tailles que l'on appelle des modules. Cette liste n'est pas exhaustive, elle contient cependant les habanos les plus courants.
- Parejos :
  - Especial : 235 mm de long et 18,60 mm de diamètre (cepo47)

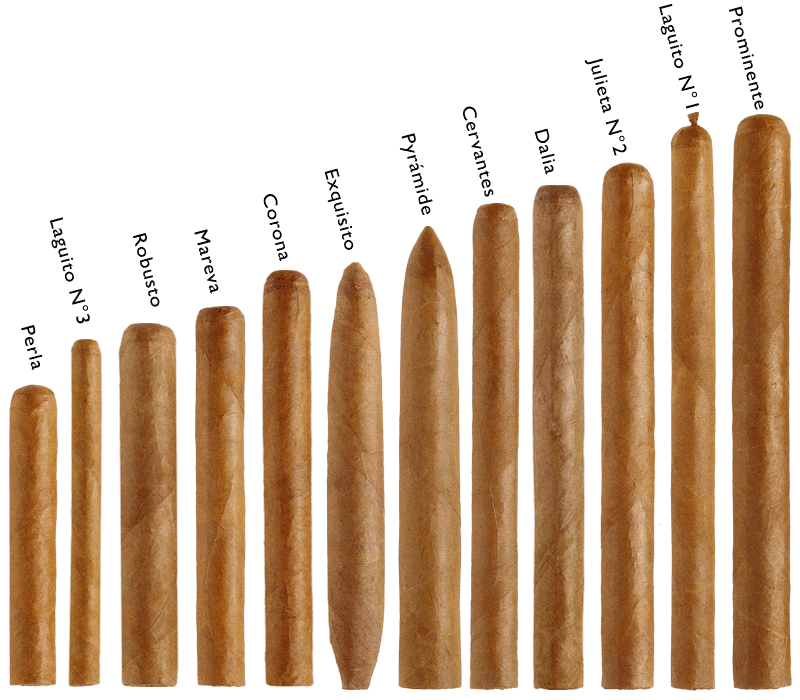
Exemple des principaux modules

  - Prominente : 194 mm de long et 19,45 mm de diamètre (cepo 49) ; plus connu sous le nom de "Double Corona".
  - Laguito no 1 : 192 mm de long et 15,08 mm de diamètre (cepo 38) ; c'est le Lanceros de Fidel Castro, fameux module qui fut pendant longtemps le seul de la marque "Cohiba".
  - Julieta no 2 : 178 mm de long et 18,65 mm de diamètre (cepo 47) ; c'est le célèbre "Churchill" fabriqué à l'origine par "Romeo y Julieta", qui lui a donné ce nom en l'honneur de Winston Churchill.
  - Dalia : 170 mm de long et 17,07 mm de diamètre (cepo 43) ; c'est le 8-9-8 de chez "Partagas" qui a popularisé ce module.
  - Cervantes : 165 mm de long et 16,67 mm de diamètre (cepo 42) ; on le connait mieux sous le nom de Lonsdale, nom qui doit son origine à Lord Lonsdale, comte anglais qui appréciait ce genre de module.
  - Laguito no 2 : 152 mm de long et 15,08 mm de diamètre (cepo 38)
  - Corona : 142 mm de long et 16,67 mm de diamètre (cepo 42)
  - Mareva : 129 mm de long et 16,67 mm de diamètre (cepo 42) ; c'était certainement le plus courant des habanos il y a de cela quelques années, il a été supplanté en France par le Robusto.
  - Robusto : 124 mm de long et 19,84 mm de diamètre (cepo 50) ; c'est devenu le module le plus vendu, en raison de sa petite taille qui permet de le fumer rapidement et de son important diamètre qui, associé à sa petite longueur, offre des arômes puissants.
  - Laguito no 3 : 115 mm de long et 10,32 mm de diamètre (cepo 26)
  - Perla : 102 mm de long et 15,87 mm de diamètre (cepo 40)
- Figurados :
  - Pyrámide : 156 mm de long et 20,64 mm de diamètre (cepo 52)
  - Culebra : 146 mm de long et 15,46 mm de diamètre (cepo 39) ; c'est en fait un assemblage de trois cigares entortillés les uns autour des autres, et que l'on sépare pour la dégustation.
  - Perfectos : C'est une sous-catégorie des Figurados  qui est caractérisé par la forme en biseau aux deux extrémités du habano .
    - Exquisito : 145 mm de long et 18,26 mm de diamètre (cepo 46) ; à l'origine les premiers habanos avait tous cette forme, c'est d'ailleurs ce cigare que fumait Sigmund Freud.

### Préparation des feuilles decape
Les feuilles de cape ont fini de vieillir dans les tercios et vont être à nouveau humidifiées afin de leur redonner la souplesse nécessaire aux prochaines étapes. Cette humidification se fait à l'eau pure et par ensemble de 40 à 50 feuilles. Elles sont ensuite secouées pour éliminer l'excédent d'eau, elles sont alors suspendues afin d'éliminer uniformément l'humidité.
Une fois cette opération terminée, les despadilalladoras vont écôter les feuilles de cape et les séparer en deux parties qui seront classées selon une vingtaine de taille et de nuances de couleur.

### Préparation des feuilles detripeet desous-cape
Leur préparation est beaucoup plus courte, car elles ont été déjà presque entièrement triées avant le vieillissement. Une fois arrivées à la manufacture elles sont sorties de leurs ballots et inspectés. Le cas échéant, elles peuvent être étalées sur des planches afin d'éliminer l'excédent d'humidité. On les place ensuite dans des barils de bois, jusqu'à ce qu'elles soient utilisées pour le torcedor.

### Travail destorcedores
Le torcedor, c'est-à-dire l'ouvrier qui va confectionner les habanos, a maintenant toutes les matières premières à sa disposition. Pour cette tâche, il utilise un certain nombre d'outils traditionnels. En outre il y a également le savoir-faire qui va distinguer les différentes catégories de torcedor et les habanos qu'ils sont habilités à rouler. Pour tous les torcedores cependant le processus de fabrication est le même.

#### Outils dutorcedor

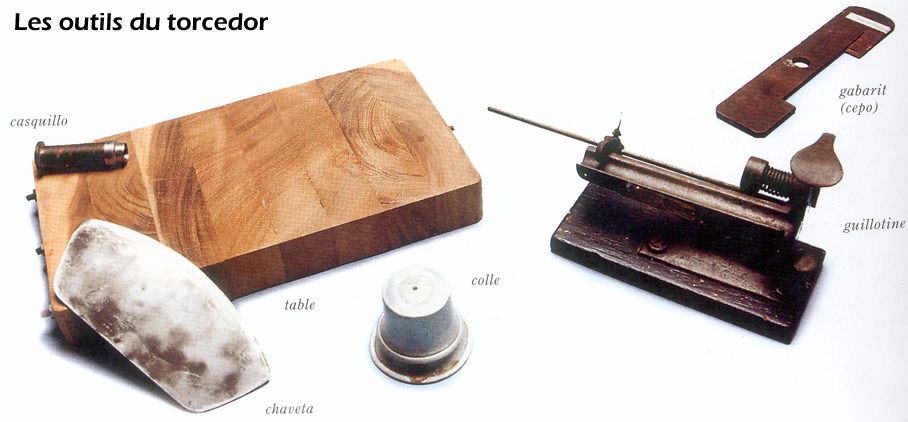
Les outils traditionnels du torcedor.

- Le casquillo : Un emporte-pièce cylindrique.
- Le cepo : C'est le gabarit qui sert de contrôle de la longueur et du diamètre d'un habanos.
- La chaveta : C'est un couteau plat, sans manche, l'outil majeur du torcedor.
- La goma : C'est la colle végétale bien souvent il s'agit de Tragacanthe.
- La guillotine : Elle sert à couper le habano à la bonne longueur.
- La tabla : C'est la plaque de bois (souvent du cèdre massif) sur laquelle le torcedor effectue toutes les opérations.

#### Étapes de la fabrication

##### Réalisation de latripe(ligua)
La réalisation de la tripe du cigare est l'étape la plus importante dans l'identité de chaque habano, c'est en effet à cette étape que le torcedor va choisir les feuilles qui vont constituer la palette aromatique du habano, contrairement à ce que cela peut laisser penser, le torcedor sait parfaitement ce que le mélange qu'il effectue va produire comme résultat, c'est un secret que chacun garde jalousement.
Pour élaborer correctement la tripe, le torcedor plie et aligne les feuilles de manière que l'air puisse parfaitement circuler à l'intérieur du habano. Les feuilles sont également rangées de manière que l'extrémité la plus riche et la plus forte soit à la tête du cigare, afin de permettre la montée en puissance caractéristique d'un habano(et d'un cigare en général.)

##### Réalisation de lapoupée
La poupée est constituée de la tripe enroulée dans la sous-cape. C'est à cette étape que le torcedor va donner une forme à son habano, il doit exercer une pression uniforme sur toute la longueur afin de correspondre au module. L'enroulage se fait à partir du pied vers la tête, sans se soucier pour le moment de la longueur du habano.
Une fois la poupée terminée elle est placée dans un moule en bois, pendant au minimum 30 minutes afin de lui donner sa forme finale. Les poupées vont ensuite être vérifiées par une machine qui teste le tirage de chaque habano.

##### Pose de lacape
L'ouvrier ajuste l'extrémité de la cape au niveau du pied du habano et enroule ainsi jusqu'à la tête du habano en veillant à bien maintenir la tension de la feuille de cape, cette dernière a été au préalable découpée et placée de telle manière à ce que les nervures se trouvent à l'intérieur, laissant ainsi la face la plus lisse visible.

##### Finition de latête
Pour confectionner la tête, l'ouvrier découpe dans le reste de feuille de cape, un morceau de feuille (surnommé le "drapeau"). Il entoure la tête avec ce morceau de feuille jusqu'à ce que l'extrémité soit fermée. À l'aide de l'outil que l'on nomme casquillo, il découpe un disque dans le reste de feuille de cape auquel il ajoute une pointe de colle végétale, qu'il pose ensuite sur la tête.

##### Phase finale
Il s'agit de la découpe du habano à la bonne longueur, cette longueur est standardisée pour chaque type de module.

#### Contrôles de qualité
De nombreux contrôles de qualité sont effectués avant d'envoyer les cigares à l'emballage, même si selon les informations officielles fournies par "Habanos S.A." chaque cigare est contrôlé, la réalité est en fait que parmi chaque demi-roue (ensemble de 50 cigares) seuls quelques-uns sont vérifiés.

##### Travail du superviseur
Le superviseur est un ancien torcedor chevronné qui contrôle le travail des ouvriers, il vérifie à tout moment la régularité du travail et les techniques de chaque torcedor, on l'appelle aussi le "chef de la galère".

##### Vérification du tirage

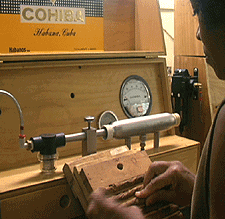
Machine de contrôle de l'aspiration

Cette étape de vérification intervient avant que la cape ne soit posée sur la poupée, le but de ce contrôle est de s'assurer que le habano va pouvoir être fumé et offrir une bonne aspiration. Pour ce faire, un ouvrier de contrôle utilise une machine dans laquelle il place la poupée et qui va aspirer de l'air à travers celle-ci.

##### Contrôle de qualité
Il s'agit d'une étape ou chaque demi-roue est vérifiée dans sa longueur, diamètre, consistance et poids. Le technicien vérifie tout particulièrement la tension de la cape et le fini de la tête. Des échantillons sont également prélevés et ouverts afin de vérifier la confection interne et le respect de la ligada. En cas de défaut, le torcedor qui a confectionné le cigare doit payer la pièce défectueuse, ce qui constitue une réelle sanction financière au vu des salaires cubains.

##### Contrôle par le goût
Dans chaque manufacture il existe une équipe de dégustateurs, qui est chargée de juger la qualité des cigares en les sélectionnant au hasard. Ce jugement se fait selon six critères :
- Tirage : si le habano est facile à fumer.
- Combustibilité : s’il se consume correctement, c'est-à-dire régulièrement et à la bonne vitesse.
- Arômes : il doit correspondre aux critères de la vitole en général.
- Saveur : cela concerne la consistance et l'impression en bouche.
- Force
- Impression d'ensemble

Le dégustateur teste ainsi de trois à cinq cigares différents et peut en cas de différence notable avec le standard, suggérer des modifications.

### Repos
Il se passe une semaine entre le moment où les cigares ont été contrôlés et celui où ils vont être conditionnés. Pendant ce laps de temps les habanos sont rangés dans l'escaparate, il s'agit d'armoires de tiroirs en bois de cèdre qui vont permettre l'élimination de l'excès d'humidité qui a été absorbée pendant la confection. Dans cette pièce il règne une température entre 16 °C et 18 °C et une humidité relative de 65 % à 70 %.

### Classement
Les habanos sont classés selon de très nombreuses nuances (plus de 64 reconnaissables à l'œil nu). Cette sélection a pour but d'uniformiser la couleur à l'intérieur d'une même boite. Ce travail est l'œuvre de deux ouvriers, le premier est placé devant un étalage de même vitoles qu'il va classer selon leurs couleurs. Le second est quant à lui chargé de ranger dans une boite les vitoles ainsi choisies selon un dégradé du plus foncé à gauche au plus clair.

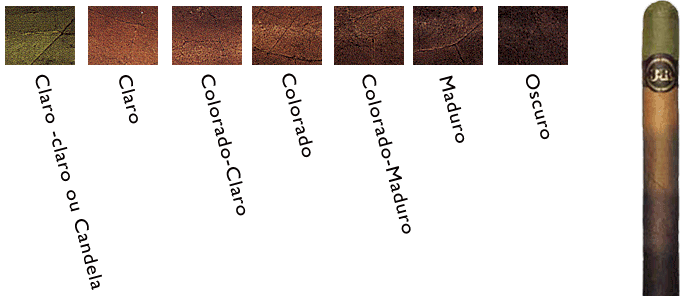
Exemple des principales couleurs

On regroupe généralement les couleurs selon sept grandes catégories, de la plus claire à la plus foncée :
- Claro-Claro : c'est une teinte jaunâtre ou verte, on l'obtient par un séchage rapide et parfois artificiel (augmentation de la température).
- Claro : on appelle aussi cette couleur natural, elle est obtenue par une récolte précoce de la feuille et un séchage rapide à l'air.
- Colorado-Claro : on peut aussi lui trouver une teinte rouge, elle est le produit d'une plus longue exposition au soleil.
- Colorado : c'est la teinte la plus courante, elle est brune et huileuse.
- Colorado-Maduro : il s'agit de la couleur donnée par une feuille plus longuement exposée au soleil, principalement des feuilles de Segundo centro fino (septième récolte des tabaco tapado).
- Maduro : couleur donnée par des feuilles exposées constamment au soleil, les Centro gordo voir les Corona (huitième et neuvième récolte de tabaco tapado).
- Oscuro : c'est la couleur la plus foncée, elle provient des Corona et d'un long processus de vieillissement.

### Pose de labague
La bague est apparue en 1845 à La Havane, c'est l'Européen Gustavo Bock qui en eut l'idée, selon la légende elle avait alors pour but d'éviter que les gens ne se tachent les mains, particulièrement les plus raffinés qui portaient alors à l'époque des gants blancs, par la suite avec l'apparition de la lithographie l'idée de Bock sera améliorée afin de faire apparaître la marque sur les bagues.
Il faut noter qu'à Cuba la bague s'appelle la Anilla, alors que dans d'autres pays producteurs de cigares on l'appelle la vitole. L'ouvrier (anilladora) place avec minutie la bague sur chaque habano exactement à la même hauteur, pour ce faire, il utilise bien souvent une boite à cigare sur laquelle il fait une marque repère. Un petit point de colle végétale est appliqué pour faire tenir la bague.

### Conditionnement

#### Emballage individuel
Il existe six types d'emballages individuels de habanos :
- À l'air libre et avec une bague : c'est l'emballage le plus classique.
- À l'air libre et sans bague : depuis 2005 ce type d'emballage n'existe plus, en effet tous les habanos sont maintenant bagués.
- Dans une feuille de cèdre : le habano est enveloppé dans une feuille de cèdre qui laisse juste dépasser la tête de la vitole, ce conditionnement apporte une touche aromatique supplémentaire pendant le vieillissement, on retrouve essentiellement ce mode de conditionnement chez la marque "Romeo y Julieta".
- Dans un tube d'aluminium : le tube est complété par une feuille de cèdre à l'intérieur qui constitue une doublure, ceci a été introduit en 1930 pour les compagnies de chemin de fer, afin de protéger les cigares des chocs.
- Dans du papier de soie : la soie vient ici remplacer le cèdre, ceci offre une faible protection pour la cape et seule la marque "Fonseca" l'utilise encore.
- Dans du polypropylène : abusivement appelé cellophane, l'emballage plastique recouvre la totalité du cigare dans ce cas.

#### Fabrication de la boîte
À l'origine les boîtes de cigares étaient simplement des coffrets de bois sans décorations, c'est vers le milieu du XIXe siècle que Cuba introduit la fameuse boite que nous connaissons actuellement.
On attribue à Ramon Allones l'introduction de la vista sur les boîtes de habanos. Chaque étiquette présente sur une boîte porte un nom et cet ensemble se nomme l'habilitaciones.

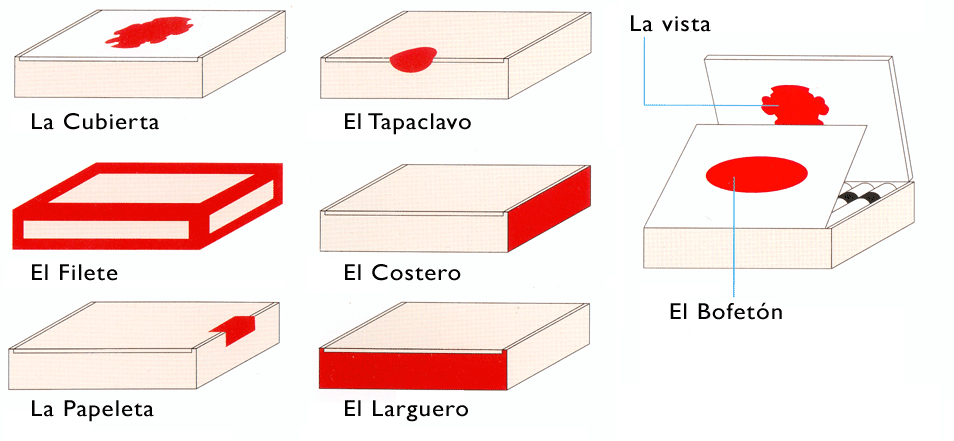
Le nom des différentes étiquettes d'une boîte

- La Cubierta : C'est l'image qui apparaît sur le dessus de la boîte, elle représente souvent un hommage à l'époque où les noms étaient marqués au fer rouge sur le bois.
- El Filete : Il s'agit de la bande décorative qui obture les angles et les bords de la boîte, elle peut aussi dissimuler la charnière du couvercle.
- La Papeleta : Peu présente depuis quelques années, c'est une étiquette rectangulaire ou ovale que l'on trouve sur la largeur de la boîte.
- El Tapaclavo : C'est une étiquette collée sur le clou qui ferme la boîte.
- El Costero : Il s'agit de la bande colorée placée sur la largeur de la boîte c'est ici que l'on retrouve le nom de la vitole et la marque, ainsi que la quantité.
- El Larguero : C'est bien souvent la réplique de la bande placée sur la largeur, mais elle peut aussi indiquer simplement le nom de la marque.
- La vista : C'est l'étiquette la plus symbolique elle représente la marque de manière pittoresque, voire romantique (Exemple : "Romeo y Julieta"). Elle est souvent complétée par les médailles reçues et les commentaires sur la marque.
- El Bofetón : C'est la feuille de papier qui protège les cigares et qui vient compléter la marque en filigrane.

Avant que la boite ne soit fermée, un inspecteur (revisador) contrôle une dernière fois la qualité de la boîte y compris celle des habanos qui s'y trouvent.

## Contrefaçon
Comme les habanos ont une forte valeur marchande et que Cuba est un pays dont l'économie est particulièrement mauvaise, la tentation de faire des contrefaçons est très grande. Afin de garantir à l'acheteur la qualité et la fiabilité du produit, "Habanos S.A." a mis en place une série de sigles de sécurité qui garantissent l'authenticité du habano.

### Sceau de garantie

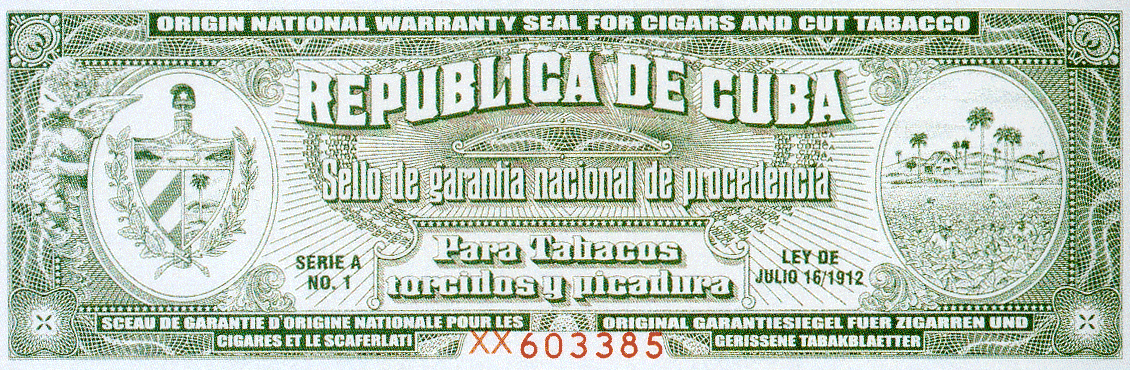
Sceau de garantie

Il a été introduit par un décret du roi d'Espagne Alphonse XIII en 1889 et c'est en 1912 que le gouvernement cubain officialise le dessin d'aujourd'hui. Il comporte deux sécurités ajoutées en 1999 qui sont un numéro de série inscrit en rouge et un filigrane visible uniquement à là lumière ultraviolette.
En 2009, un nouveau modèle du sceau de garantie est introduit, il comporte un code barre, qui permet de contrôler l'authenticité d'une boite de habanos sur le site de "Habanos S.A."

### Appellation d'origine

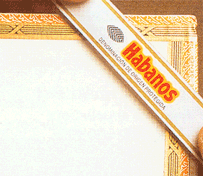
Le logo d'appellation d'origine

Introduite en 1994, il s'agit d'une étiquette collée sur la boîte une fois celle-ci finalisée et qui rappelle l'origine des habanos et leur statut juridique.

### Indication du produit
Sur le fond de chaque boîte figure l'indication du type de produits qui s'y trouvent, en effet il existe trois types de façon de faire des habanos :

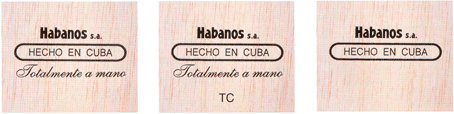
Les différents sigles du fond des boîtes de habanos

- Totalmente a Mano - Tripa Larga : Littéralement totalement à la main avec une tripe longue, c'est le cigare de première qualité, tel qu'il est le plus connu et vendu.
- Totalmente a Mano - Tripa Corta (TC) : Il s'agit de la même chose simplement ici la tripe est dite courte, c'est-à-dire qu'elle n'est pas composé de feuilles entières.
- Mecanizado : Il s'agit des habanos faits à la machine.

Pour chacune de ces indications, le marquage est fait à l'ancienne au fer rouge, il faut impérativement que le sigle "Habanos S.A." et Hecho en Cuba figure sur le fond de la boîte.
En plus d'indiquer le type de produits, il faut également que l'indication du mois, de l'année et de la fabrique soit marquée. Ce système existe depuis 1985, à cette époque les dates et fabriques sont codées, il n'est alors pas possible de savoir directement l'origine et la date. Depuis 2000 il n'y a que des codes pour les manufactures et ces codes sont régulièrement modifiés afin d'éviter la sélection des boîtes. Les codes de chaque mois sont les suivants :
| Abréviation | ENE     | FEB     | MAR  | ABR   | MAY | JUN  | JUL     | AGO  | SEP       | OCT     | NOV      | DIC      |
| Nom complet | Janvier | Février | Mars | Avril | Mai | Juin | Juillet | Août | Septembre | Octobre | Novembre | Décembre |

### Signe holographique

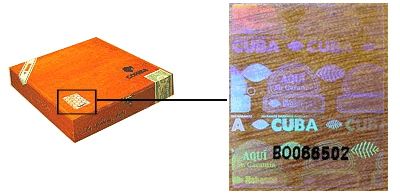
Sigle holographique

Depuis quelques années les boîtes de habanos sont dotées d'une nouvelle sécurité, particulièrement difficile à contrefaire. Il s'agit d'une étiquette holographique collée sur le dessus de la boite et qui comporte un numéro de série, toutes les boîtes de Cuba doivent comporter cet hologramme de sécurité.

## Leshabanosaujourd'hui (marques)

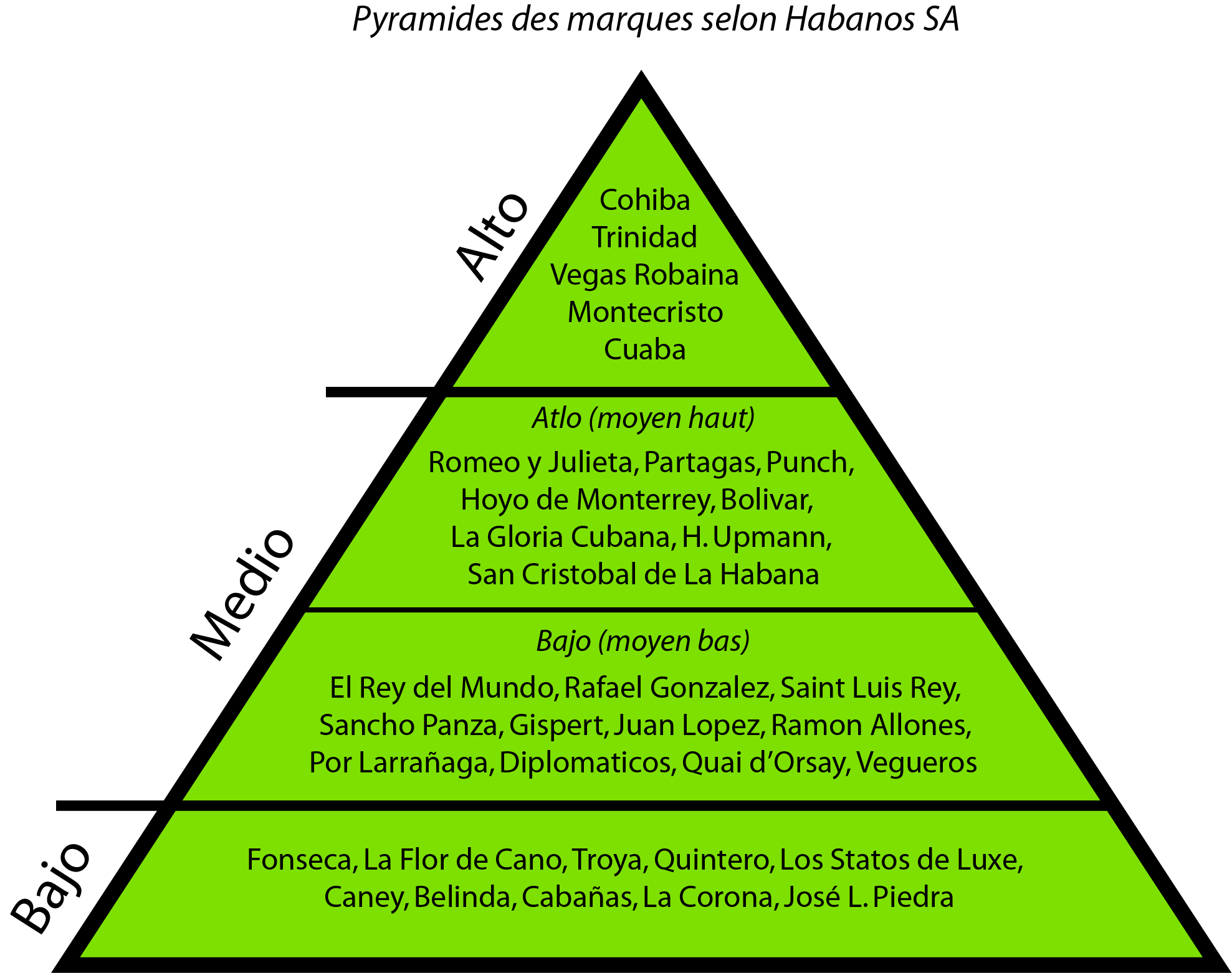
La pyramide des marques de "Habanos S.A.". Cette liste ne doit pas être prise comme une échelle de la qualité des vitoles.

C'est en 1988 que "Habanos S.A." décide d'établir une pyramide des marques en fonction du prix, du volume de vente et de la notoriété de chacune de ses marques, c'est cette pyramide qui régit la politique commerciale de "Habanos S.A.".

### "Alto"(le sommet)
- "Cohiba" : Une des marques les plus prestigieuses de habanos. Créée pour Fidel Castro en 1966, elle était offerte aux hôtes de marque[4]. Elle est commercialisée comme une marque à part entière depuis 1982. « Cohiba » est un ancien mot des Indiens Taïnos pour désigner les rouleaux de feuilles de tabac.
- "Trinidad"
- "Vegas Robaina"
- "Montecristo"
- "Cuaba"

### "Medio"

#### "Medio Alto"(le milieu supérieur)
- "Romeo y Julieta"
- "Partagas"
- "Punch"
- "Hoyo de Monterrey"
- "Bolívar"
- "La Gloria Cubana"
- "H. Upmann"
- "San Cristobal de la Havana"

#### "Medio Bajo"
- "El Rey del Mundo"
- "Rafael González"
- "Saint Luis Rey"
- "Sancho Panza"
- "Gispert"
- "Juan López"
- "Ramón Allones"
- "Por Larrañaga"
- "Diplomáticos"
- "Quay D'Orsay"
- "Vegueros"

### "Bajo"
- "Fonseca"
- "La Flor de Cano"
- "Troya"
- "Quintero"
- "Los Statos de Luxe"
- "Belinda"
- "La Corona"
- "Jose L. Piedra"

## Lexique duhabano
Voici une liste des termes, en version originale, les plus courants dans le domaine du habano.
- Anilla : Mot cubain pour désigner la bague du cigare, en Espagne le mot est vitola.
- Bonche : C'est la poupée, c'est-à-dire les feuilles de tripe enroulées dans la sous-cape.
- Boquilla : Le pied du cigare.
- Capa : La cape, à savoir la feuille extérieure qui enveloppe le cigare.
- Capote : La sous-cape, qui enveloppe les feuilles de tripe.
- Casa de Tabaco : Maison du tabac dans laquelle les feuilles de tabac sont mises à sécher.
- Catadores : Goûteurs de cigares.
- Cepo : Le gabarit utilisé pour vérifier la longueur et le diamètre d'un cigare terminé.
- Curación : Le séchage subit par les feuilles de tabac.
- Despalillo : Littéralement il s'agit de l'écôtage, mais c'est aussi l'endroit ou les feuilles de tripe et de sous-cape sont préparées.
- Despalilladora : Ecoteuse, mis au féminin, car ce sont essentiellement des femmes.
- Figurado : Cigare non cylindrique.
- Galera : La galère, c'est-à-dire l'atelier où on confectionne les cigares.
- Goma : Colle végétale pour la confection des cigares.
- Habilitaciones : Les images qui se trouvent sur les boîtes de habanos.
- Mecanizado : Cigare fait à la machine.
- Media Rueda : Demi-roue, c'est-à-dire un fagot de 50 cigares.
- Parejo : Cigare parfaitement cylindrique.
- Torcedor(a) : Celui, ou celle, qui confectionnent un cigare.
- Tripa : La tripe, l'assemblage de deux ou trois classes de feuilles de tabac.
- Vitola : Vitole, nom qui englobe la marque et le module du cigare.